# Cottage, Dominica
Cottage este un oraș din Dominica.